# Akvedukt Pontcysyllte
Akvedukt Pontcysyllte (velški: Traphont Ddŵr Pontcysyllte ili Pont y Cysyllte) je plovni akvedukt na kojemu se nalazi 18 km dug kanal Llangollen preko doline rijeke Dee, između sela Trevor i Froncysyllte u Wrexhamu, sjeverozapadni Wales. Njegovo ime na velškom znači "Most spoja", a kada je dovršen, 1805. godine, bio je najduži i najviši akvedukt u Ujedinjenom Kraljevstvu. Godine 2009. upisan je na UNESCO-ov popis mjesta svjetske baštine u Europi kao inovativno i monumentalno djelo inženjerstva koji svjedoči o iznimnom napretku u dizajnu i konstrukciji umjetnih kanala koncem 18. i početkom 19. stoljeća kao jednom od preduvjeta industrijske revolucije.

## Povijest
Akvedukt su izgradili inženjer mostogradnje Thomas Telford i inženjer za kanale William Jessop, usprkos velikom nepovjerenju javnosti da mogu uspjeti premostiti ovaj nepoćudan krajolik koristeći nesvakidašnje i dotada nekorištene materijale. Prije toga Telford je isprobao ovu tehniku samo jednom, na kanalu Longdon-on-Tern na kanalu Shrewsbury, koji je odavno napušten. Dana 26. studenog 1805., kanal je napokon otvoren nakon 10 godina izgradnje i troškova od 47.000 £, što bi danas iznosilo oko 2,930.000 £. Nakon završetka prepoznan je kao inovativan inženjerski sklop koji je inspirirao mnoge slične projekte širom svijeta.

## Odlike
Akvedukt je dug 307, širok 3,4 i dubok 1,6 metara. Čine ga metalni lukovi raspona 16 metara na vitkim stupovima od opeke, ukupne visine od 38 metara. U izgradnji je korišteno kovano i lijevano željezo što je omogućilo lagane i čvrste lukove, čime je akvedukt dobio monumentalan, ali i elegantan izgled. Željezne ploče na vrhu su izlijane u obliku klasične kamene gradnje (francuski: voussoir). 
- Stariji kanal Longden-on-Tern, na kojemu je Telford isprobao svoju inovativnu metalnu konstrukciju
- Brod u prolasku preko akvedukta
- Pogled s akvedukta na dolinu rijeke Dee
- Pogled iz doline na akvedukt

## Vanjske poveznice
- Panoramski pogled od 360 stupnjeva na BBC Shropshire

Ostali projekti
|  | Zajednički poslužitelj ima još gradiva o temi Akvedukt Pontcysyllte |